# The Lash of Power
The Lash of Power è un film muto del 1917 diretto da Harry L. Solter (Harry Solter), conosciuto anche con il titolo alternativo The Lust of Power. Fu il penultimo film del regista di Baltimora.

## Produzione
Il film fu prodotto dall'Universal Film Manufacturing Company (con il nome Bluebird Photoplays).

## Distribuzione
Distribuito dalla Universal Film Manufacturing Company (con il nome Bluebird Photoplays), il film uscì nelle sale cinematografiche USA il 5 novembre 1917.